# 阿萊恩斯 (北卡羅來納州)
阿萊恩斯（英語：Alliance）是一個位於美國北卡羅萊納州帕姆利科縣的城鎮。

## 人口
根據2020年美國人口普查的數據，阿萊恩斯的面積為5.40平方千米，皆為陸地。當地共有人口733人，而人口密度為每平方千米136人。